# Тамбе, Адриен
Адрие́н Тамбе́ (фр. Adrien Tambay; родился 25 февраля 1991 года в Париже, Франция) — потомственный французский автогонщик.

## Общая информация
Адриен — сын французского автогонщика — Патрика Тамбе, известного по выступлениям в различных автоспортивных сериях (включая Формулу-1) в 1970-е-1980е годы.

## Спортивная карьера
При поддержке своего отца Адриен в 10 лет впервые сел за руль карта. Постепенно он набирается опыта участия в различных соревнованиях класса Intercontinental A, но ничего крупного так и не выигрывает.
В 2007 году он переходит в шоссейно-кольцевой автоспорт: его первой машиной становится Формула-БМВ. За пару сезонов в различных сериях он показывает себя вполне конкурентоспособным и стабильным пилотом, записав на свой счёт несколько побед и заняв третье место в личном зачёте чемпионата Европы 2008 года.
Следующей ступенькой в его карьере становится машина класса Формулы-3. Год в британской и европейской серии приносит сплошные неудачи. При этом Адриен выступает за одного из лидеров серии — команду ART Grand Prix; один его партнёр — Жюль Бьянки — становится чемпионом серии, а другой — Валттери Боттас — лучшим новичком.
В 2010 году менеджмент пилота отправляет Тамбе в более конкурентоспособную серию — француз переходит в Auto GP. Два года в чемпионате, с периодическими паузами на старты в GP3 и Формулу-Рено 3.5, приносят стабильные финиши в очках и периодические победы. В 2011 году Адриен даже мог побороться за титул, если бы не пропустил в середине сезона пару гонок.
Не добившись больших успехов в гонках на машинах с открытыми колёсами Тамбе постепенно переключается на гонки кузовной техники. В первое время опыты ограничивались участием в ледовых гонках и ралли, но накануне сезона-2012 гонщику удаётся заполучить себе место боевого пилота одной из команд Audi в DTM. Привыкание к новой технике прошло быстро и с первых этапов Адриен стал  показывать времена на уровне середины пелотона. Результаты в гонках приходили медленнее - первые очки он набрал лишь в своём седьмом старте. В девятой гонке сезона француз приехал на свой первый подиумный результат: стартовав четвёртым на этапе в Валенсии он на последних кругах сдержал натиск Маттиаса Экстрёма и финишировал вторым.

## Статистика результатов в моторных видах спорта

### Сводная таблица
| 2007 | Формула-БМВ ADAC              | Josef Kaufmann Racing          | 18  | 2   | 0   | 2   | 573 | 4   |
| 2007 | Американская Формула-БМВ      | Euro International             | 4   | 0   | 1   | 0   | 109 | 17  |
| 2007 | Мировой финал Ф-БМВ           | Euro International             | 1   | 0   | 0   | 0   |     | 14  |
| 2008 | Европейская Формула-БМВ       | Eifelland Racing               | 16  | 2   | 0   | 2   | 260 | 3   |
| 2008 | Американская Формула-БМВ      | Euro International             | 3   | 0   | 1   | 1   | 0   | НК  |
| 2009 | Британская Формула-3          | ART Grand Prix                 | 2   | 0   | 0   | 0   | 0   | НК  |
| 2009 | Евросерия Формулы-3           | ART Grand Prix                 | 16  | 0   | 0   | 0   | 0   | НК  |
| 2009 | F3 Masters                    | ART Grand Prix                 | 1   | 0   | 0   | 0   |     | НК  |
| 2010 | GP3                           | Manor Racing                   | 4   | 0   | 0   | 1   | 6   | 20  |
| 2010 | Auto GP                       | Charouz-Gravity Racing         | 12  | 0   | 1   | 1   | 29  | 6   |
| 2011 | Grand Prix Electrique         | н/д                            | 2   | 2   | 1   | 1   | 0   | НК  |
| 2011 | Auto GP                       | DAMS                           | 12  | 1   | 0   | 1   | 114 | 4   |
| 2011 | Формула-Рено 3.5              | Pons Racing                    | 2   | 0   | 0   | 0   | 6   | 27  |
| 2012 | Andros Trophy                 | н/д                            | н/д | н/д | н/д | н/д | н/д | н/д |
| 2012 | Grand Prix Electrique         | н/д                            | 2   | 0   | 0   | 1   | 0   | НК  |
| 2012 | WRC                           | н/д                            | 1   | н/д | н/д | н/д | н/д | н/д |
| 2012 | DTM                           | Audi Sport Team Abt            | 10  | 0   | 0   | 0   | 28  | 10  |
| 2013 | DTM                           | Audi Sport Team Abt            | 10  | 0   | 0   | 0   | 30  | 14  |
| 2014 | DTM                           | Audi Sport Team Abt Sportsline | 10  | 0   | 0   | 0   | 36  | 19  |
| 2015 | DTM                           | Audi Sport Team Abt Sportsline | 18  | 0   | 0   | 0   | 3   | 24  |
| 2016 | DTM                           | Audi Sport Team Rosberg        | 17  | 0   | 0   | 0   | 40  | 18  |
| 2018 | Intercontinental GT Challenge | Strakka Racing                 | 2   | 0   | 0   | 0   | 12  | 20  |